# Яворье
Я́ворье (словац. Javorie) — небольшой горный массив в центральной Словакии на юго-востоке от Зволена, часть Словацкого Стредогорья. Наивысшая точка — гора Яворье, 1044 м.
Массив простирается с северо-востока на юго-запад, между долиной реки Грон на севере и Крупинским плоскогорьем на юге. На северо-востоке переходит в массив Поляна.